# Megachile axyx
Megachile axyx är en biart som först beskrevs av Roy R. Snelling 1990.  Megachile axyx ingår i släktet tapetserarbin, och familjen buksamlarbin. Inga underarter finns listade i Catalogue of Life.